# Tennyson (Wisconsin)
Pour les articles homonymes, voir Tennyson (homonymie).
Tennyson est un village du comté de Grant, dans l'État du Wisconsin, aux États-Unis. En 2020, il comptait une population de 348 habitants.